# Giorgio Lago
Giorgio Lago (Vazzola, 1º settembre 1937 – Castelfranco Veneto, 13 marzo 2005) è stato un giornalista italiano, molto noto nel Nord-est d'Italia.

## Biografia

### Giornalismo
Figlio di un segretario comunale, inizia la carriera giornalistica nel 1963 a Milano al giornale sportivo Supersport, diretto da Gianni Reif, per poi passare alla redazione milanese di Tuttosport. Nel 1968 ritorna in Veneto per entrare nella redazione sportiva de Il Gazzettino. Lago fu inviato speciale a cinque campionati del Mondo di calcio e quattro edizioni dei giochi olimpici trascorrendo mesi all'estero. Il giornalismo sportivo rimane sempre una sua passione. Il 20 giugno 1984 subentra a Gustavo Selva alla direzione del giornale veneto. In 12 anni di direzione, Il Gazzettino raddoppia le copie vendute e diventa il settimo quotidiano nazionale. Nel 1996 lascia Il Gazzettino e diventa editorialista per il Gruppo L'Espresso (in particolare sui fenomeni del Nord-est e sulla Lega Nord di Umberto Bossi) e per i quotidiani veneti del Gruppo Finegil (Il Mattino di Padova, la Nuova Venezia e La Tribuna di Treviso). Muore a Castelfranco Veneto il 13 marzo 2005.

### Politica
Nel settembre del 1995 scrive la Lettera aperta ad un sindaco del Nord-est. Da lì a pochi mesi lancia il Movimento dei Sindaci assieme a Massimo Cacciari, sindaco di Venezia, e Giuseppe Covre, sindaco di Oderzo. Lago lancia attraverso il Movimento l'idea di un «federalismo che parte dal basso, dai sindaci di paese e di città».
(Giorgio Lago, Lettera aperta ad un sindaco del Nord-est)
Giorgio Lago si è sempre definito un liberale federalista: sosteneva infatti la necessità di riformare l'Italia in senso federale. Ha lanciato l'idea del Nord-est come modello socio-economico fondato sul lavoro, l'autonomia, la piccola impresa e il riformismo dal basso. Su questi temi ha pubblicato con Gianni Montagni il libro-intervista Nordest chiama Italia.

## Memoria
Nel 2006 viene pubblicato il libro Il facchino del nordest. Giorgio Lago, un'eredità da raccogliere. Trent'anni di giornalismo critico edito da Marsilio. Si tratta di una raccolta di articoli di Lago sul fenomeno Nord-est.
Nello stesso anno viene istituito presso l'Università degli Studi di Padova il Centro Studi Interdipartimentale Giorgio Lago. Nasce dall'idea della famiglia di mettere a disposizione della comunità il suo ricco patrimonio di documentazione. Fortemente voluto dal rettore dell’Ateneo Vincenzo Milanesi e dal prorettore vicario Giuseppe Zaccaria, che con Lago avevano condiviso ideali e battaglie, è stato diretto dal Prof. Gianni Riccamboni ed ora è diretto dalla Prof.ssa Patrizia Messina. Lo scopo del centro è quello di monitorare l’evoluzione del Nord-est con particolare attenzione al coinvolgimento di giovani studenti.
Nel 2007 Paolo Possamai, direttore dei quotidiani veneti Finegil/Espresso, cura a pubblicazione del volume L'Inguaribile Riformista. una raccolta dei migliori articoli scritti da Lago dal 1996 al 2005 per il Gruppo Espresso Repubblica.
Nel 2008 su iniziativa della famiglia Lago e dei più cari amici e colleghi di Giorgio nasce l'Associazione Amici di Giorgio Lago: un'Associazione privata, senza fini di lucro, che ha per scopo esclusivo la promozione di iniziative che ricordino l'opera culturale e civile di Giorgio Lago.
Dal 2005 al 2009 la città di Jesolo ha organizzato, in collaborazione con l'Ordine dei giornalisti del Veneto, il Premio Giornalistico Giorgio Lago. Tra i premiati Mario Rigoni Stern, Gianni Mura, Candido Cannavò, Ferruccio De Bortoli. 
Dal 2011 al 2015 il Premio viene trasferito a Castelfranco Veneto e viene ampliato a cinque categorie (giornalismo, impresa, volontariato, sport, cultura). Tra i premiati Renzo Rosso, Fabio Capello, Giovanni Rana, Marco Paolini e Miki Biasion e giornalisti come Paolo Mieli, Fausto Biloslavo, Sergio Frigo, Toni Capuozzo, Marzio Breda e molti altri. Nel 2012 nasce il Premio Giorgio Lago Juniores – Nuovi Talenti del Giornalismo, dedicato alle ultime classi dei Licei del Nordest.
Il 13 marzo 2015, in occasione del decimo anniversario della scomparsa, nell'Aula Magna del Palazzo del Bo dell’Università di Padova viene presentato il volume C'era una volta il Nordest. Giorgio Lago, vent'anni di giornalismo razza Piave (edito dalla Padova University Press). Nato su iniziativa dell’Associazione Amici di Giorgio Lago, il libro, a cura di Francesco Jori e Gianni Riccamboni, è una raccolta dei migliori articoli di Lago scritti tra il 1984 e il 2005 sul Nordest. Razza Piave è un’immagine che a Giorgio Lago era particolarmente cara, perché egli stesso vi si identificava: per storia personale e professionale al tempo stesso. Il testo è stato presentato nel 2016 anche a Castelfranco Veneto e all'Ateneo Veneto di Venezia.
Il 20 maggio 2017 il comune di Vazzola, in cui nacque Giorgio Lago il 1º settembre 1937, inaugura la nuova biblioteca e un auditorium da 225 posti intitolata al giornalista scomparso. La struttura, all'interno del Parco Rossi, terrà a disposizione della cittadinanza una mostra permanente su Lago e una serie di testi che la famiglia Lago ha donato.
Il 18 novembre 2017 il Comune di Castelfranco Veneto (TV) inaugura la Sala Giorgio Lago presso la Biblioteca Comunale.
2019 L'Associazione Amici di Giorgio Lago decide di dedicare tutte le proprie energie ai giovani. Il Premio Giorgio Lago Juniores, nato nel 2012, inizialmente affiancato il premio principale, diventa Il Premio Giorgio Lago Juniores – Nuovi Talenti del Giornalismo e sostituisce il Premio principale. È organizzato il collaborazione con il Centro Studi Regionali Giorgio Lago dell'Università di Padova. riservato alle ultime classi dei licei del Nordest. Lo scopo del concorso far riflettere i più giovani su tematiche di grande attualità, divulgando il pensiero e l’opera del grande giornalista trevigiano, e sostenere la formazione universitaria dei più meritevoli con una borsa di studio. La premiazione 2020 si è tenuta al Teatro Accademico di Castelfranco Veneto, quella 2021, 2022, 2023 al Teatro Mario del Monaco di Treviso. Info: https://premiogiorgiolago.it/
.